# Хуан Антоніо Яндіола Гарай
Хуан Антоніо Яндіола Гарай (ісп. Juan Antonio Yandiola Garay; 29 серпня 1786 — 9 січня 1830) — іспанський фінансист і політик, виконував обов'язки державного секретаря країни впродовж двох днів у вересні 1823 року.